# Dogs: Bullets & Carnage
Dogs (яп. 狗-DOGS- Ku -Dogs-) — манга Сиро Мивы. Манга впервые была опубликована в 2001 году под заглавием Dogs: Stray Dogs Howling in the Dark (Псы: бродячие псы воют в темноте). В 2005 году в журнале Ultra Jump начала выходить манга под названием Dogs: Bullets & Carnage (Псы: пули и резня), которая продолжает сюжетную линию; к октябрю 2013 года выпущено 86 глав. По первой части манги студией David Production было выпущено 4 OVA.

## Сюжет
Действия разворачивается в пост-апокалиптическом мире, где насилие, преступность, генная инженерия и другие жестокие научные эксперименты стали обычным делом. Сюжет развивается вокруг четырёх главных героев, которые по стечению обстоятельств встречаются. Все они разыскивают путь «вниз» и ищут ответы на вопросы о своем прошлом.

## Медиа

### Манга
- Dogs: Bullets & Carnage: Ныне выходящая манга, продолжающая историю четырёх главных героев. В августе 2008 года издательство Viz Media объявило о том, что лицензирует мангу и собирается выпустить её в апреле 2009.[1][2] Выпуск был приостановлен и продолжился в мартовском выпуске Ultra Jump.[3]
- Dogs: Stray Dogs Howling in the Dark: Приквел манги Dogs: Bullets & Carnage и первая часть манги Dogs, которая знакомит нас с четырьмя главными героями и большинством второстепенных персонажей. Она состоит из четырёх глав, которые почти не связаны друг с другом.
- Dogs: Hardcore Twins: Этот one-shot знакомит нас с Локи и Ноки, которых посылают захватить бывшего босса местной мафиозной группировки.
- MMMWorks Annex Featuring Badō Nails: Короткий one-shot мельком повествующий о прошлом Бадоу.

### Dogs Drama CD
Аудиоверсия тома Dogs, в котором нас знакомят с главными героями. Псы Drama CD был выпущен в 2007 году.

### Аниме
19 ноября 2008 года в журнале Ultra Jump объявили, что студия David Production выпустит четыре OVA, которые будут являться адаптацией первой части манги Dogs: Stray Dogs Howling in the Dark. В OVA приняли участие те же сэйю, которые работали над drama CD. Выпуск первого DVD, содержащего эпизоды Weepy Old Killer («Старый сентиментальный убийца») и Gun Smoker («Куряга») был запланирован на 19 май 2009 года. Выход второго DVD разделен на 2 даты: 29 мая 2009 года (ограниченный выпуск) и 17 июля 2009 года (основной выпуск). Во второй DVD войдут ещё 2 серии: Blade Maiden («Девушка с ножом») и Stray Dogs Howling in the Dark («Бродячие псы воют в темнотe»).

### Рецензии
В своей статье о Dogs Карло Сантос, представитель Anime News Network, сказал, что Сиро Мива вывел «обычную войнушку на уровень искусства», а также подчеркнул, что, казалось бы, мало связанные между собой персонажи «являются превосходной основой для аппетитного зрелища». Сантос сказал, что «необыкновенные панорамы с изогнутой перспективой» поразят читателя «в мгновение ока». Наиболее впечатляющим явилось то, как неброский фон и практическое отсутствие специальных эффектов делают каждую сцену более эффектной, потому что эффект «застывших во времени» событий делает критические моменты более волнующими, чем попытки сделать стоп-кадр в движении. Сантос также подчеркнул то, что Мива удалось успешно «изобразить историю, главным героем которой является пожилой мужчина, который вовсе не похож на сексапильного любимчика молодежи». Однако, Сантос сказал, что это всего лишь ещё одна «помпезная самодостаточная история с пистолетами», и что в ней сложно найти что-то особенно выдающееся, когда Мива «сводит все к обычной бандитской линии». Характеры героев состоят из клише, а сам цикл можно назвать «город-клише». Сантос считает, что все истории слишком слабо связаны друг с другом. Даже несмотря на то, что все герои случайно встречаются друг с другом, это «вовсе не похоже на попытки свести историю в одно русло».
Леруа Дурсо, представитель Comic Book Bin, сказал, что весь том — это «стильный, жестокий триллер в духе таких фильмов, как Криминальное чтиво или Матрица, созданных под влиянием азиатского кино», и что техника рисунка Мива полностью соответствует той элегантности, которая необходима такой манге. Он также считает, что герои стильно одеты, а большинство персонажей «могли бы побороться за первенство в лучших прическах». К тому же, этот цикл не пустышка. Дурсо назвал его «визуально острым» и сказал, что каждый поворот сюжета наполнен собственной осмысленностью. Он убежден, что поклонникам Гарта Энниса и любителям жестокого аниме понравится этот цикл. Кен Хэйли из Manga Recon утверждает, что хотя все четыре истории из тома были интересными и увлекательными, четвёртая история про Хайне «показалась оторванной и будто бы отдельной от остальных трех серий», потому что в ней сочетаются элементы научной фантастики, на которую не было ни намека в предыдущих частях. Хэйли сказал, что иллюстрации Мива увлекательны, а дизайн персонажей интересен и «сочетает в себе элементы современного стиля с тонким намеком на индастриал\готику». То, как Мива использует тяжелые темные и строгие светлые оттенки напомнило Хэйли о Сё Тадзима, иллюстраторе Multiple Personality Detective Psycho, хотя других соответствий между ними не имеется. Он сказал, что стиль Мива динамичный, а чередование сцен «быстрое и стремительное» благодаря широкому использованию эффекта дымки, художественной техники, которая усиливает ощущение расстояния. Однако, так как эта техника используется почти в каждой сцене, она порой не вызывает должного эффекта. Хэйли поддерживает идею, что Мива использовал эту технику в сатирической манере, и если это действительно так, то она сработала. Он также говорит, что ему понравилось практическое отсутствие фонов, так как это придает истории «уникальность» и позволяет лучше передать ощущение современного города. Однако, нехватка фонов означает, что важная информация об окружающем мире должна быть передана через диалоги. Несмотря на это, Хэйли говорит, что ему любопытно будет узнать, что случится дальше, и как истории будут связаны друг с другом.